# 入間ヘリコプター空輸隊
入間ヘリコプター空輸隊（いるまヘリコプターくうゆたい、JASDF Iruma Helicopter Airlift Squadron）は、航空自衛隊航空総隊航空救難団隷下のヘリコプター空輸部隊。CH-47J輸送ヘリコプターを運用する飛行隊として1988年（昭和63年）に入間基地で新編された。
主にレーダーサイト等への人員、物資輸送、いわゆる端末輸送任務を担っている。

## 概要

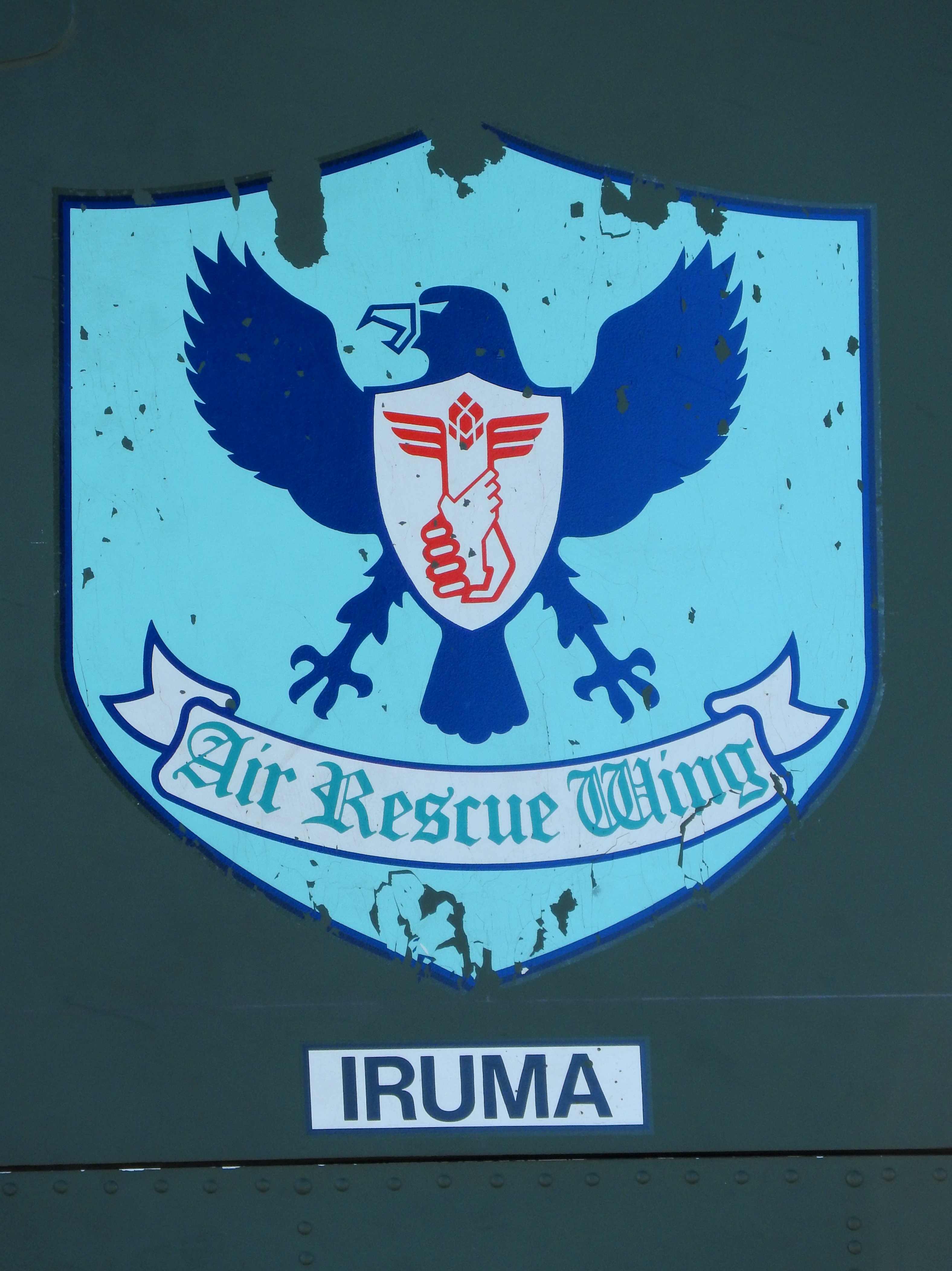
入間ヘリコプター空輸隊の部隊マーク

入間ヘリコプター空輸隊は航空自衛隊最初のヘリコプター空輸飛行隊として、1987年（昭和62年）10月1日に埼玉県入間基地で臨時入間ヘリコプター空輸隊が編成され、1988年（昭和63年）10月1日に入間ヘリコプター空輸隊へ改称された。

## 沿革
- 1987年（昭和62年）10月1日 - 入間基地に臨時入間ヘリコプター空輸隊編成[2]。
- 1988年（昭和63年）10月1日 - 臨時入間ヘリコプター空輸隊を入間ヘリコプター空輸隊に改称[2]。

## 歴代運用機
- 輸送ヘリコプター
  - CH-47J（1988年～）